# Eli Göndör
Eli Göndör, född 14 april 1958 i Hägersten, Stockholms kommun, är en svensk frilansskribent, författare och mellanösternvetare.
Eli Göndör är son till den ungersk-judiske förintelseöverlevaren Ferenc Göndör. Han flyttade 1977 till Israel där han gjorde militärtjänst som fallskärmsjägare och fick senare graden sergeant med befälsbefogenheter. Han är sedan 2000 åter bosatt i Sverige och har bland annat arbetat som informatör vid Svensk Israel-Information 2002-2006. 
2007 tog Eli Göndör en fil.kand. i Mellanösternkunskap vid Stockholms universitet. 2012 disputerade han i islamologi vid Lunds universitet på en avhandling om muslimska kvinnor i Israel. En populariserad och förkortad version av avhandlingen med titeln "Jag har mina känslor och mitt förstånd" gavs ut hösten 2012.
Tillsammans med Karin Sjögren kom Göndör 1998 ut med Babatha Kvinnan i öknen och med Patrik Öhberg kom han 2009 ut med en antologi om sionismen. 2013 utgavs Religionen i demokratin, ett politiskt dilemmas återkomst av Timbro förlag, samt En bok om Ingmar Karlssons "Bruden är vacker men har redan en man", på Hydra förlag.
Göndör var tidigare medarbetare på Timbro.